# Dinétah

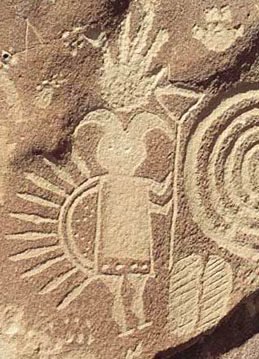
Representação em petróglifo de uma divindade Navaja num sítio arqueológico em Dinétah. Zona de Largo Canyon, no Novo México.

Dinétah é a tradicional terra da tribo de nativos americanos Navajos. Na língua navaja, a palavra "Dinétah" significa "entre as pessoas" ou "entre os Navajos" (diné é a palavra navaja que se refere ao povo Navajo, que também significa "povo", no sentido genérico; -tah significa "entre, através, na área de"). No sentido geográfico, Dinétah abrange uma grande área do noroeste do Novo México, sudoeste do Colorado, sudeste do Utah, e nordeste do Arizona. As fronteiras são imprecisas, e são geralmente marcadas por picos montanhosos que correspondem aos quatro pontos cardeais.

## Geografia e topografia
A região Dinétah é marcada por altos planaltos (mesetas) e cânions profundos que drenam para o rio San Juan. Os desfiladeiros da região são compostos por camadas irregulares de arenito, marcados por bancos múltiplos e encostas em talude. As altitudes são em média de 1 500 a 2 000 metros, com alguns picos acima dos 4 250 metros.
O limite tradicional da terra Dinetáh é demarcado por quatro montanhas: o Pico Blanca a leste, o Monte Taylor a sul, os Picos de San Francisco a oeste, e o Pico Hesperus a norte.

## Cultura
Os Navajos veem Dinétah como a sua pátria ancestral. A tradicional história da criação Navajo centra-se na região, e os nomes de lugares na língua navaja refletem o seu papel na mitologia dos Navajos.
Enquanto Dinétah se refere em geral a uma grande área geográfica, o coração da região é considerado ser os cânions Largo e Carrizo, a sul do rio San Juan, no Novo México. Estes desfiladeiros estão a leste e sul de Farmington (Novo México), e incluem os desfiladeiros Blanco, Largo, Carrizo e Gobernador.
O significado cultural de Dinétah está documentado em toda a história oral Navaja, e é apoiado por numerosos sítios arqueológicos e de arte rupestre. Segundo a tradição Navaja, a criança Mulher que Muda ("Asdząą Nádleehé"), uma das mais conhecidas divindades Navajas, foi encontrada pelo Povo Santo (Diyin Dineé) em cima de Gobernador Knob, na área de Dinétah. A região também é tida como o local onde os quatro primeiros clãs Navajos chegaram após a sua migração a partir do oceano ocidental.

## História
Há cada vez mais provas para a presença de Navajos em Dinétah por volta de 1500. Embora continue a haver debates sobre a datação de locais Navajos na área, é geralmente aceite que habitavam Dinétah em algum ponto bem antes da Revolta Pueblo de 1680.
A ocupação Navaja da região foi dividida pelos arqueólogos em duas grandes fases: a fase Dinétah (c. 1500-1630), que inclui a entrada e colonização da área pelos Navajos, e a fase Gobernador (c. 1630-1800), durante a qual a cultura Navaja se tornou completamente definida. A diferença entre as duas fases foi baseada na recuperação de cacos de cerâmica polícroma Gobernador a partir de um local com data confiável, e na presença de pueblitos.
Em resposta às pressões dos Espanhóis e dos Utes, a população Navajo começou a mover-se em direção ao sul e ao oeste por volta de 1750. Por volta de 1800, tinham já abandonado ou deixado o centro da região Dinétah.